# Añapa
La añapa es una preparación dulce, elaborada por la algarroba (Prosopis alba o Prosopis nigra). Se prepara moliendo suavemente la algarroba en un pequeño mortero, sin ejercer demasiada presión para sólo despegar la carne de las semillas, luego se mezcla con leche fresca y se deja por lo menos 20 minutos para que la pasta generada absorba la leche. Se obtiene un alimento dulce, sin necesidad de agregar azúcar. Es usual consumirlo como postre.
Existe, por otra parte, una variedad de añapa realizada sólo con agua, y que en realidad se produce con un proceder semejante al usado para la aloja aunque sin permitir que el caldo fermente, por lo cual se obtiene una bebida bastante nutritiva, grata al gusto y refrescante.